# Rhipidura leucothorax
Rhipidura leucothorax là một loài chim trong họ Rhipiduridae.